# Thịt sống
Thịt sống (còn được gọi là xác thịt, thớ thịt, thân thịt hay da thịt) là bất kỳ khối mô mô mềm nào của một sinh vật. Trong cơ thể người hoặc động vật khác, thịt sống hay xác thịt bao gồm các cơ bắp và chất béo (mỡ), ở các động vật có xương sống, thịt sống đặc biệt bao gồm các mô cơ (cơ xương), như trái ngược với xương và nội tạng động vật. Khi thịt sống được sử dụng làm thực phẩm nó được gọi là thịt.
Ở thực vật, "xác thịt" là các mô của các quả, trái cây thường nằm trong phần cùi, chẳng hạn như thịt nhãn. Theo Thông tư số 13/2017/TT-BNNPTNT của Bộ Nông nghiệp và Phát triển Nông thôn Việt Nam thì thân thịt là toàn bộ cơ thể của một động vật giết mổ sau khi cắt tiết, cạo lông (hoặc đánh lông) hoặc lột da, loại bỏ phủ tạng, cắt bỏ hoặc không cắt bỏ các chi, đầu, đuôi. Thân thịt có thể để nguyên hoặc xẻ làm đôi theo đường xương sống.
Nếu thịt được ướp lạnh ở nhiệt độ từ 0 tới 4 độ C trong vài ngày vẫn được coi là thịt tươi. Thịt tươi hay thịt tươi sống hay thịt tươi ngon là tên gọi chỉ chung cho các loại thịt được sử dụng khi vừa qua giết mổ, thông dụng đó là các loại thịt gia súc (thịt đỏ) và thịt gia cầm (thịt trắng). Thịt tươi là nguyên liệu cho món thịt tái. Nhìn màu sắc và sờ là hai cách chính giúp người nội trợ tránh mua nhầm thịt cũ hay thịt ôi.

## Ẩm thực

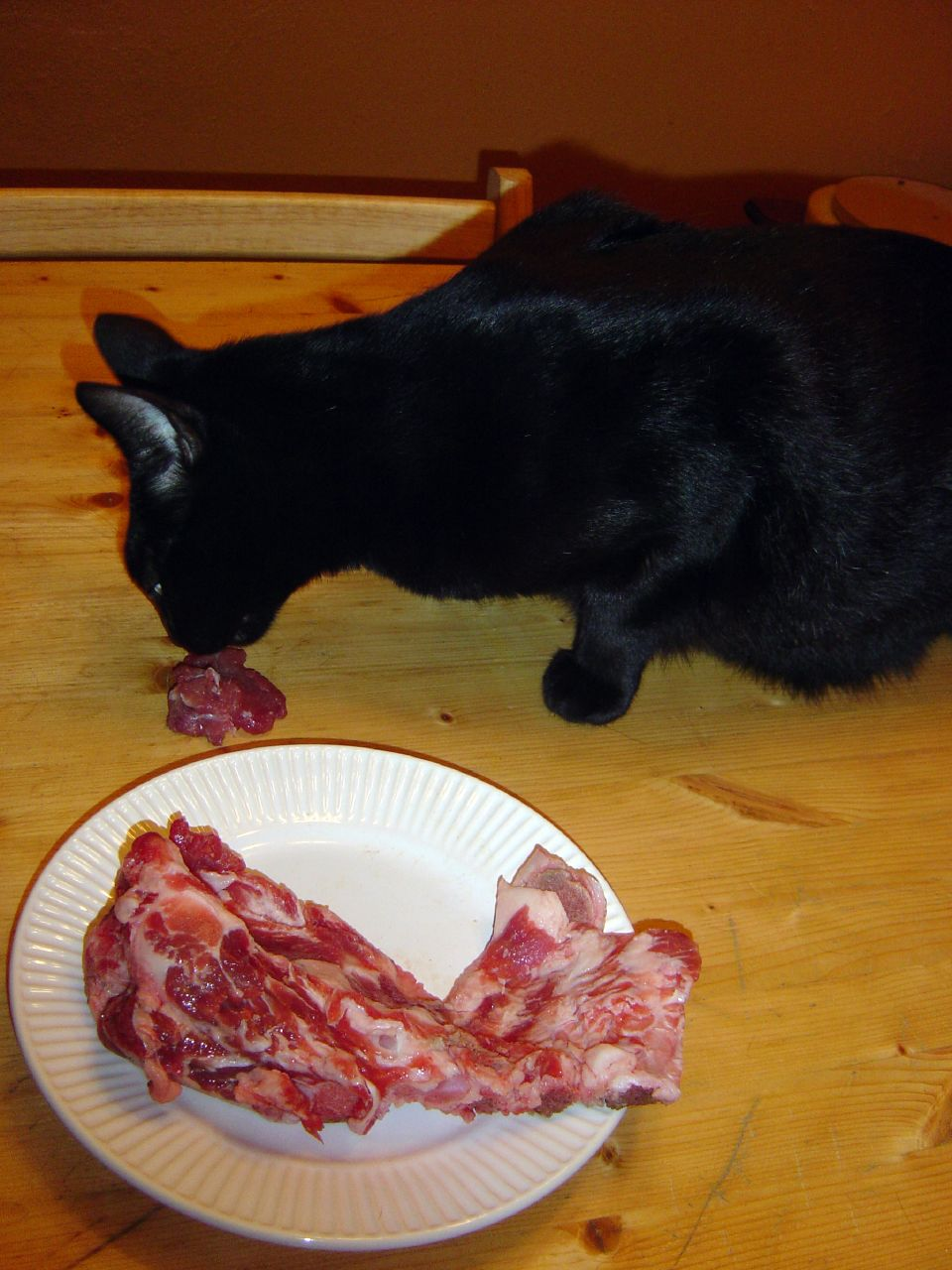
Một con mèo đang ăn thịt sống

- Món Mett của Đức, người Đức băm nhỏ thịt lợn, thêm muối, hạt tiêu, tỏi rồi nắm chắc thành một khối thịt lớn. Mett thường được ăn cùng bánh mỳ, bơ, dưa chuột bao tử muối...
- Crudos - Chilê: Người Đức sống ở Chilê đã biến tấu món mett để trở thành món crudos nhưng thay vì thịt lợn họ dùng thịt bò.
- Gored gored - Ethiopia, Eritrea: Đây là món ăn đặc trưng của ẩm thực Đông Phi với thịt cắt miếng vuông ăn với bột ớt cay.
- Ossenworst - Hà Lan: Ossenworst được coi là một loại xúc xích của người Hà Lan. Nguyên liệu chế biến gồm thịt bò sống, ướp cùng một số loại gia vị như đinh hương, nhục đậu khấu. Món ăn ngày nay được chế biến theo phương pháp công nghiệp để trở thành sản phẩm thương mại phổ biến tại Hà Lan.
- Yookhwe - Hàn Quốc: Ẩm thực Hàn Quốc có một món ăn sử dụng hoàn toàn nguyên liệu từ thịt tươi gọi là Hwe. Khác với người Nhật thường chỉ ăn tươi các loại hải sản, món Hwe của Hàn Quốc thực sự được chế biến từ thịt bò, trộn với nước tương và vừng, có thể dùng kèm trứng sống.
- Thịt bò Carpaccio - Italy: Món ăn nổi tiếng nước Italy được đặt tên theo tên họa sĩ Venetian Vittore Carpaccio, người nổi tiếng với việc sử dụng tông màu đỏ và trắng trong các tác phẩm của mình.
- Kitfo - Ethiopia: Nguyên liệu chính của Kitfo là thịt bò sống, một số loại gia vị truyền thống của Ethiopia, bơ thảo mộc và thường ăn kèm bới một loại vụn bánh mì gọi là injera hoặc vụn pho mát dê.
- Kibbeh Nayyeh - Lebanon, Trung Đông: Kibbeh Nayyeh là món ăn rất phổ biến ở khu vực Lebanon, Trung Đông. Để chế biến Kibbeh Nayyeh, người ta sử dụng thịt lợn xay nhuyễn, trộn cùng hành tây băm nhỏ và ớt xanh. Món ăn thông thường được nấu chín nhưng cũng có phiên bản ăn sống cùng bánh mỳ.
- Carne Apache - Mexico: Carne Apache của người Mexico cũng sử dụng nước chanh để làm tái và chín thịt, tương tự công thức bò tái chanh tại Việt Nam.
- Basashi - Nhật Bản ẩm thực Nhật cũng có sự xuất hiện của những món thịt sống. Các món thịt sống của Nhật Bản có thể kể tới thịt bò sống (gyu Tataki) và gà (toriwasa), nhưng phổ biến nhất là basashi từ thịt ngựa. Món ăn còn có tên gọi khác rất thú vị là sakuraniku, nghĩa là "thịt hoa anh đào".
- Steak tarta - Pháp: Món này được chế biến từ thịt ngựa hoặc thịt bò, ăn kèm lòng đỏ trứng và sốt tarta.
- Parisa - phía Nam Texas, Mỹ: Parisa là món ăn kết hợp thịt bò sống (loại bò rừng bizon) hoặc thịt nai, trộn với phô mai, hành tây băm nhỏ và một số loại hạt tiêu. Món ăn được tìm thấy trong cộng đồng người Alsatian đã định cư tại đây từ năm 1800. Parisa là món ăn kết hợp thịt bò sống (loại bò rừng bizon) hoặc thịt nai, trộn với phô mai, hành tây băm nhỏ và một số loại hạt tiêu. Món ăn được tìm thấy trong cộng đồng người Alsatian đã định cư tại đây từ năm 1800.
- Koi Soi - Thái Lan: Món ăn độc đáo Koi Soi của Thái Lan cũng được chế biến từ thịt bò sống cùng các gia vị đặc trưng Thái Lan như nước mắm, ớt, chanh, một vài thảo mộc tươi. Món ăn độc đáo Koi Soi của Thái Lan cũng được chế biến từ thịt bò sống cùng các gia vị đặc trưng Thái Lan như ớt, chanh, một vài thảo mộc tươi.
- Cig Kofte - Thổ Nhĩ Kỳ, Armenia: Cig Kofte có công thức gần tương tự với Kibbeh Nayyeh nhưng hiếm khi ăn cùng bánh mì. Đó là cách thưởng thức món ăn phổ biến tại Thổ Nhĩ Kỳ và Armenia. Cig Kofte có công thức gần tương tự với Kibbeh Nayyeh nhưng hiếm khi ăn cùng bánh mì. Đó là cách thưởng thức món ăn phổ biến tại Thổ Nhĩ Kỳ và Armenia.
- Bò tái chanh - Việt Nam: Bò tái chanh sử dụng thịt bò thật tươi, thái thớ mỏng rồi ướp với chanh để thịt bò chín tái bằng axit từ chanh. Người Việt ăn bò tái chanh cùng ớt, hành khô, hành tây, lạc rang.